# Resolució 2393 del Consell de Seguretat de les Nacions Unides
La Resolució 2393 del Consell de Seguretat de les Nacions Unides fou adoptada el 19 de desembre de 2017. El Consell va tornar a autoritzar a les organitzacions d'ajuda a enviar combois d'ajuda a través de les zones de conflicte sirianes per proporcionar ajuda humanitària a la població.

## Observacions
La resolució va ser patrocinada per Suècia i Egipte. El representant suec va dir que el permís per enviar combois d'ajuda a través de Síria segurament salvaria vides. Tanmateix, l'espantosa situació humanitària continuaria empitjorant fins que sorgís una solució política del conflicte.
Xina, Bolívia i Rússia es van abstenir. El representant xinès va dir que les operacions transfrontereres haurien de respectar la sobirania de Síria i que es requeria la seva plena cooperació. Segons la Xina, es necessitava més temps per arribar a un consens sobre el text.
Bolívia va afirmar que no s'havia tingut en compte la situació canviada a Síria, on s'havien creat zones segures per a la població. [1] Aquestes zones van arribar després de les negociacions iniciades a Astana per Rússia, Turquia i l'Iran. Estan sota el control dels rebels, són desmilitaritzades i no s'han de bombardejar. Uns 2,5 milions de persones viuen a les quatre zones.
Per a Rússia, la violació de la sobirania de Síria només era temporalment necessària per arribar a tots els sirians. Moltes objeccions i preguntes seves romanen sense resposta. Igual que altres països, Rússia considerava que el mecanisme que controlava els productes que es transportaven a Síria no era prou transparent.

## Contingut
Més d'un quart de milió de persones, incloses desenes de milers de nens, havien mort a Síria. 13.1 milions de persones necessitaven urgentment ajuda humanitària. 2,9 milions d'aquestes a zones de difícil accés, i centenars de milers de persones estaven atrapades en àrees assetjades. Prop d'una quarta part de les persones que necessitaven ajuda l'havien rebut a través dels combois d'ajuda que travessaven les zones de conflicte a través de quatre passos fronterers. El permís concedit a les organitzacions d'ajuda a aquest efecte per la resolució 2165 es va ampliar fins al 10 de gener de 2019.
A més, 5,4 milions de persones havien fugit de Síria, molts dels quals van ser rebuts al Líban, Jordània, Turquia, Iraq i Egipte. Això anava acompanyat d'alts costos, i en alguns països amb problemes socials. La comunitat internacional havia contribuir massa poc a cobrir aquests costos. A l'abril de 2017, al voltant de cinc mil milions d'euros es va plantejar durant una conferència de donants a Brussel·les.